# 1968 ve filmu

## Události
- Klasický snímek s Marlonem Brandem Wild One mohl být po patnácti letech uveden ve Velké Británii. Cenzura film zakázala z obavy, aby anglická mládež nenapodobovala mladistvé zločince, o nichž pojednává.
- Ve Francii směl být uveden skandální film V Peru umírají ptáci, třebaže Commission de contrôle des films cinématographiques (čes. Komise pro kontrolu kinematografie) jej doporučila zakázat. V Itálii bylo naopak jeho uvedení 29. listopadu 1968 zakázáno.
- Na počátku horkého politického léta měla svou aféru také francouzská kinematografie. Filmové hvězdy a režiséři protestovali proti propuštění Henriho Langloise, zakladatele a ředitele státní pařížské filmotéky a jednoho z otců moderního evropského filmu. Langlois mohl nakonec dál zastávat úřad, i když s mnohem menšími dotacemi.
- Newyorský filmový podnikatel Joseph Levine prodal za 40 miliónů dolarů svůj podnik Embassy Pictures, který se od roku 1960 úspěšně zabýval distribucí hlavně zahraničních filmů.
- Politizace francouzského filmu vyvrcholila v době studentských bouří. Po zahájení generální stávky svolali levicoví filmoví tvůrci „generální sněm“, který měl radikálně demokratizovat filmové odvětví. Dne 17. a 18. května způsobili militantní diváci a přední filmové osobnosti, mj. režiséři Godard, Lelouch a Truffaut, přerušení MFF v Cannes. Přestože činnost četné radikální filmové skupiny měla silné duchovní a umělecké impulzy, neuskutečnila se jediná z považovaných reforem.
- Poté, co jednotky armád Varšavské smlouvy rozdrtily „pražské jaro“, nemohli mnozí čeští režiséři pokračovat v práci. Úspěšný režisér Miloš Forman, který právě pobýval v Paříži, posléze emigroval do Spojených států.
- Robert Redford zřídil ekologický zemědělský a odpočinkový areál, který se nazývá Sundance podle postavy, kterou vytvořil ve filmu Butch Cassidy a Sundance Kid.
- MPAA zavedl dobrovolnou sebekontrolu. Nové filmy jsou od té doby označovány určitými písmeny jako vhodné pro děti, mládež, mládež v doprovodu dospělých a dospělé.
- Produkce italských filmů vzrostla ze 182 snímků (1965) na 254. Započítány byly i koprodukce s finanční účasti Itálie. Čtvrtinu filmů tvořily erotické komedie.

## Nejvýdělečnější filmy roku
| Pořadí | Název                 | Země | Tržba (v dolarech) |
| ------ | --------------------- | ---- | ------------------ |
| 1.     | Funny Girl            | USA  | 26 325 000         |
| 2.     | 2001: Vesmírná odysea | USA  | 25 522 000         |
| 3.     | Bullittův případ      | USA  | 20 000 000         |
| 4.     | Romeo a Julie         | USA  | 19 000 000         |
| 5.     | Rosemary má děťátko   | USA  | 17 437 000         |
| 6.     | Oliver!               | USA  | 16 800 000         |
| 7.     | Planeta opic          | USA  | 15 000 000         |
| 8.     | Tvoje, moje a naše    | USA  | 15 000 000         |
| 9.     | Případ Thomase Crowna | USA  | 11 639 000         |
| 10.    | Lev v zimě            | USA  | 10 006 000         |

## Ocenění

### Oscar
Nejlepší film: Oliver!
Nejlepší režie: Carol Reed – Oliver!
Nejlepší mužský herecký výkon: Cliff Robertson – Charly
Nejlepší ženský herecký výkon: Katharine Hepburn – Lev v zimě
Nejlepší ženský herecký výkon: Barbra Streisand – Funny Girl
Nejlepší mužský herecký výkon ve vedlejší roli: Jack Albertson – The Subject Was Roses
Nejlepší ženský herecký výkon ve vedlejší roli: Ruth Gordon – Rosemary má děťátko
Nejlepší cizojazyčný film: Vojna a mír (ойна и мир), režie Sergej Bondarčuk, SSSR

### Zlatý Glóbus
Drama
Nejlepší film: Lev v zimě
Nejlepší herec: Peter O'Toole – Lev v zimě
Nejlepší herečka: Joanne Woodward – Rachel, Rachel
Muzikál nebo komedie
Nejlepší film: Oliver!
Nejlepší herec: Ron Moody – Oliver!
Nejlepší herečka: Barbra Streisand – Funny Girl
Jiné
Nejlepší režie: Paul Newman – Rachel, Rachel

### Další ceny
- Zlatá palma – Festival se nekonal kvůli květnu 1968

- Zlatý lev – Artisté pod kopulí cirkusu, režie Alexander Kluge, Západní Německo

- Zlatý medvěd – Ten musí jít z kola ven, režie Jan Troell, Švédsko

## Narození
- 2. ledna – Cuba Gooding, Jr., americký herec
- 6. ledna – John Singleton, režisér a spisovatel
- 14. ledna – LL Cool J, rapper, herec
- 1. února – Pauly Shore, herec
- 18. února – Molly Ringwald, herečka
- 2. března – Daniel Craig, herec
- 4. března – Patsy Kensit, herečka
- 23. března – Damon Albarn, hudebník
- 30. března – Céline Dion, zpěvačka, herečka
- 8. dubna – Patricia Arquette, herečka
- 14. dubna – Anthony Michael Hall, herec
- 24. dubna – Stacy Haiduk, herečka
- 19. dubna – Ashley Judd, herečka
- 20. května – Timothy Olyphant, herec
- 22. července – Rhys Ifans, herec a zpěvák
- 26. července – Olivia Williamsová, herečka
- 10. září – Guy Ritchie, režisér, spisovatel, dříve ženatý s Madonnou
- 25. září – Will Smith, herec
- 28. září – Naomi Watts, herečka
- 2. prosince – Lucy Liu, herečka
- 3. prosince – Brendan Fraser, herec

## Úmrtí
- 7. února – Nick Adams, 36, americký herec
- 13. února – Mae Marsh, 73, americká herečka
- 16. března – June Collyer, 61, americká herečka
- 30. března – Bobby Driscoll, 31, americký herec
- 16. dubna – Fay Bainterová, 74, americká herečka
- 24. dubna – Tommy Noonan, 45, americký herec
- 5. května – Albert Dekker, 62, americký herec
- 9. května – Marion Lorne, 84, americká herečka
- 10. května – Scotty Beckett, 38, americký herec
- 21. května – Doris Lloyd, 71, britská herečka
- 4. června – Dorothy Gish, 70, americká herečka
- 7. června – Duryea Dan, 61, americký herec
- 1. července – Alice Guy-Blaché, 94, průkopník francouzsko-amerického filmu
- 1. července – Virginia Weidlerová, 42, americká herečka
- 27. července – Lilian Harvey, 62, britská herečka a zpěvačka
- 23. srpna – Hunt Stromberg, 74, americký producent
- 26. srpna – Kay Francis, 69, americká herečka
- 3. září – Isabel Withers, 72, americká herečka
- 18. září – Franchot Tone, 63, americký herec
- 18. října – Lee Tracy, 70, americký herec
- 30. října – Ramón Novarro, 69, mexický herec
- 30. října – Pert Kelton, 61, americká herečka
- 8. listopadu – Wendell Corey, 54, americký herec
- 18. listopadu – Walter Wanger, 74, americký producent
- 25. listopadu – Upton Sinclair, 90, americký spisovatel a producent
- 12. prosince – Tallulah Bankhead, 66, americká herečka
- 15. prosince – Dorothy Abbott, 47, americká herečka

## Filmové debuty
- Ian Holm
- Robert de Niro
- Martin Scorsese
- Barbra Streisandová